# Monte Orohena
O monte Orohena é a montanha mais alta da Polinésia Francesa. Fica no centro da ilha de Tahiti e tem 2241 m de altitude. 

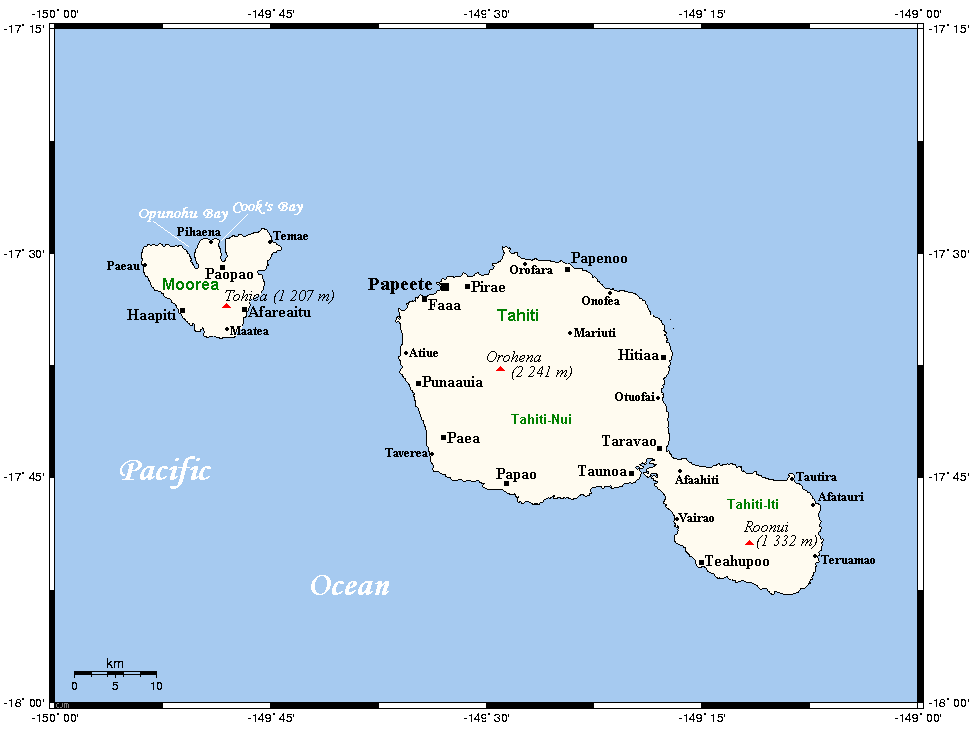
Mapa de Tahiti, com localização do monte Orohena